# Drifting (1923)
Drifting is een Amerikaanse dramafilm uit 1923 onder regie van Tod Browning. Destijds werd de film in Nederland uitgebracht onder de titel De opiumkoningin.

## Verhaal
Lucille Preston is een jonge, Amerikaanse vrouw, die opium smokkelt in Shanghai. Wanneer ze onder toezicht wordt geplaatst van kapitein Arthur Jarvis, worden ze verliefd op elkaar. Lucille wil uit de opiumhandel stappen, maar ze is bang voor de bendeleider Jules Repin.

## Rolverdeling
| Acteur               | Personage                     |
| -------------------- | ----------------------------- |
| Priscilla Dean       | Cassie Cook / Lucille Preston |
| Matt Moore           | Kapitein Arthur Jarvis        |
| Wallace Beery        | Jules Repin                   |
| J. Farrell MacDonald | Murphy                        |
| Rose Dione           | Polly Voo                     |
| Edna Tichenor        | Molly Norton                  |
| William V. Mong      | Dr. Li                        |
| Anna May Wong        | Rose Li                       |
| Bruce Guerin         | Billy Hepburn                 |
| Marie De Albert      | Mevrouw Hepburn               |
| William F. Moran     | Mijnheer Hepburn              |
| Frank Lanning        | Chang Wang                    |